# Iphiona
Iphiona là một chi thực vật có hoa trong họ Cúc (Asteraceae).

## Loài
Chi Iphiona gồm các loài: